# 丁部領
丁先皇（越南语：／?；924年—979年）是越南朝代丁朝的締造者，968年至979年在位。名丁部領（越南语：／），一說名為丁桓（越南语：／），部領二字本為其官爵。他平定了十二使君之亂，建立了越南歷史上第一個統一的王朝——丁朝，並確定國號大瞿越，年號太平。但在979年的一次宮廷政變中被宦官杜釋所殺，丁朝隨即被前黎朝取代。

## 生平

### 出身
丁部領是大黃華閭洞（位於今越南寧平省嘉遠縣）人，是丁公著和譚氏所生的兒子。其父丁公著乃交趾統治者楊廷藝的牙將，被楊廷藝授為驩州刺史。吳權崛起之後，丁公著投奔吳權，仍為驩州刺史。在丁部領還小時候，丁公著便去世了，其母譚氏率餘黨入居洞山神祠之旁。
根據《大越史記全書》的說法，丁部領年少時便顯現出其非凡的勇略，被村中兒童推戴為首領。丁部領率其少年部眾攻打別村的兒童，使之臣服。周圍的村民得知此事後大為驚詫，紛紛率子弟前往投奔丁部領，丁部領遂成為一方豪強。

### 平定十二使君
丁部領割據華閭洞，而其叔父丁預割據芃冊，與丁部領互相拒戰。丁部領戰敗並險些被殺。隨後丁部領收拾殘兵再次與丁預交戰，成功將丁預擊敗並招降了丁預。
當時越南正處於十二使君時期，各路使君割據自己的城寨，互相攻伐。吳朝朝廷名義上是君主，實際上只能控制古螺一帶。951年，由於丁部領割據華閭洞拒絕向吳朝納貢，南晉王吳昌文與天策王吳昌岌一起率兵，攻打華閭洞。丁部領害怕，派遣兒子丁璉前往吳軍中為人質，試圖讓吳軍退兵。但二王指責丁部領沒有朝貢，竟將丁璉逮捕，繼續圍攻華閭洞。丁部領奮力抵抗，一個月過了，華閭洞依然未被攻克。二王遂將丁璉綁在旗杆上，聲稱丁部領若是不投降，就立刻將丁璉殺死。丁部領大怒，下令用十餘張弓一起射向丁璉。二王大驚，當即班師回朝。
963年，因丁部領戰無不勝，被部眾推戴為「萬勝王」（一作「大勝王」）。
965年，南晉王吳昌文被殺，吳朝滅亡。吳昌文的屬下參謀吳處坪、峰州刺史矯公罕（《安南志略》作「喬知佐」）、寧州刺史楊輝、牙將杜景碩互相征伐，爭奪寧州。此時丁璉被釋放回華閭，而丁部領得知割據布海口（今太平省奇布）的使君之一陳覽有德而無子，便與兒子丁璉前往投奔。陳覽見其相貌魁梧奇特，而且又有氣量，因此將丁部領收為養子。陳覽是當時兵力較強、領地較廣、家産富有的使君，與陳覽的聯合使丁部領的實力大為增強。
967年，陳覽病逝，丁部領繼領其眾。隨即丁部領率兵三萬攻打范防遏（范白虎），將范白虎招為自己的麾下，後來范白虎成為丁朝的親衛將軍。
在攻滅范白虎之後，丁部領將矛頭指向吳朝的後裔吳日慶和吳昌熾，二人懼而投降。為了鞏固雙方的關係，丁部領娶吳日慶之母為妻，又以女兒嫁吳日慶，還讓兒子丁璉娶吳日慶的妹妹為妻。
丁部領又率軍征討杜景碩，相持一年多，杜景碩在戰鬥中被流矢射死，其部眾歸降。後來丁部領又親自率軍，以阮匐為先鋒、黎桓為殿後，同阮超、阮守捷、阮寬的聯軍展開激戰，用火攻打敗了他們，攻滅了他們的勢力。隨後又使用各個擊破的方法，逐漸平定了各路使君。

### 建立大瞿越
在統一安南之後，丁部領建立丁朝，國號大瞿越，群臣上尊號大勝明皇帝（Đại Thắng Minh Hoàng đế）。丁部領本欲在潭村的華地建立新的都城，但由於地勢狹隘而且無設險之利，於是將首都建在了自己的出生地華閭。
969年，冊封長子丁璉為南越王。次年，丁部領得知北宋發兵攻滅南漢，遂確定年號太平，並以明年為太平元年。這是越南歷史上的第一個年號。同時，丁部領立丹嘉、貞明、矯國、瞿國、歌翁五人為皇后。

### 丁部領的治國政策
丁部領剛剛即位的時候，安南的盜賊眾多，治安混亂。因此丁部領制定非常嚴酷的法律來威懾犯罪之人。丁部領下令在大殿之中放置油鍋，在宮廷之中豢養虎豹。若有犯罪者，或扔進油鍋烹殺，或扔進籠子裡讓虎豹吃掉。人們都非常害怕，因此治安漸漸好轉。
當時僧人是安南最有文化的階層，而丁部領本身沒有文化，因此丁部領極為器重僧侶。971年丁部領確定文、武、僧、道的官階。丁部領任命吳真流為僧統，賜號匡越大師並執掌朝政。又任命僧人張麻尼為僧錄，道士鄧玄光為崇真威儀，儒者劉基為都督府士師；又封阮匐為定國公，黎桓為十道將軍。
根據《大越史記全書》記載，974年，丁部領將全國分為十道。其中一道十軍、一軍十旅、一旅十卒、一卒十伍、一伍十人，各戴四方平頂帽。但越南歷史學者陳仲金認為，若按如此計算，越南當時應該有100萬軍隊。越南當時地窄人稀，無法徵集如此多糧食來養活這些軍隊，因此對此真實性頗感懷疑。

### 與北宋的外交關係
970年北宋攻滅南漢之後，丁部領畏懼北宋前來攻打，主動向北宋表示臣服。972年，丁部領派遣其長子南越王丁璉攜帶方物，向中國北宋皇朝請求冊封。次年，宋太祖冊封丁部領為交趾郡王，丁璉為檢校太師、靜海節度使、安南都護。從此以後，中國統治者不再將安南視為領土，而是將安南視為「列藩」。丁璉又在975年被北宋加封為開府儀同三司、檢校太師、交趾郡王。此後丁部領將朝廷大權委託丁璉處理，丁朝每次向北宋朝貢都是以丁璉的名義進行的。

### 諸子爭權和遇害
979年丁朝因皇位繼承問題發生了宮廷政變。
丁部領的長子丁璉隨丁部領南征北討，丁部領本打算立丁璉為皇太子。但後來丁先皇寵愛一名妃子，生下幼子丁項郎。丁先皇大為喜悅，冊立丁項郎為皇太子。這使丁璉大為不滿，丁璉憤恨之下派人刺殺丁項郎，結果丁先皇和丁璉之間就此起了嫌隙。
同年冬十月，丁部領醉臥宮廷之中。伺候的祗候內人杜釋原為桐關吏，因夢見流星墜入口中，自認為是皇帝之兆，久懷篡位之心。此時見丁部領酒醉，遂將其殺害，南越王丁璉也同時被殺。
定國公阮匐得知此事後，率軍進入宮中，逮捕杜釋並將其磔死。阮匐與丁佃、黎桓一起，立丁先皇年僅六歲的次子丁璿為帝，並將丁先皇遺體葬於華閭山陵（後改名為長安山陵），追崇諡號為先皇帝。但執掌丁朝兵權的十道將軍黎桓，卻趁此跟丁璿的生母楊雲娥太后私通，並逐漸奪取朝政而自稱副王，獨攬大權。黎桓剷除了支持丁朝皇室的阮匐、丁佃等人，隨後又在980年藉著北宋南下討伐之機篡位，建立前黎朝，丁朝滅亡。
丁部領的墳墓在華閭，墓旁邊是供奉楊雲娥和黎桓的黎大行廟。

## 後世評價
- 《大越史記全書》的編纂者吳士連評價丁部領：「帝才明過人，勇略蓋世，掃盡群雄，統繼趙武。然失於預防，不保其終，惜夫！」[4]
- 越南史官黎文休對於丁部領統一越南建國，給予了高度評價：「先皇以過人之才明，蓋世之雄略，當我越無主、群雄割據之時，一舉而十二使君盡服。其開國建都，改稱皇帝，置百官，設六軍，制度略備。殆天意為我越復生聖哲，以接趙王之統也歟！」與此同時，黎文休對丁部領並立五名皇后表示不滿，評價道：「天道並其覆載，日月並其照臨，故能生萬物，發育庶類。亦猶皇后配儷宸極，故能表率宮中，化成天下。自古祗立一人，以主內治而已，未聞有五其名者。先皇無稽古學，而當時群臣又無匡正之者，致使溺私並立五后。下至黎李二家亦多效而行之，由先皇始唱其亂階也。」[11]
- 越南阮朝的嗣德帝，在御覽了《欽定越史通鑑綱目》之後，朱批：「天道福謙，人道戒瀾。丁先皇不學無術，專用驕猛，以致父子不能令終，纔及二世而亡。仁暴異途，可為明鑒；而萬勝之與萬世之期亦同泰轍。悲夫！」[18]

## 家族

### 父
- 丁公著，开始是静海军节度使杨廷艺的牙将，被任命为驩州刺史。后来归属吴权，还是担任驩州刺史。丁公著死时，儿子丁部领年纪尚幼

### 母
- 譚氏，丁公著死时，丁部领年纪尚幼，母譚氏與其徒入居洞山神祠側

### 叔父
- 丁预，㨿守芃冊，與丁部领作戰。丁部领年幼，兵勢未振，败北。丁部领過譚家娘灣橋，橋断陷于泥中。丁预想要刺死他，見二皇龍擁抱着侄子，害怕而退。丁部领收餘部再戰，丁预投降

養父：陳覽

### 妻妾
史書記載丁部領於970年正月立五名皇后，分別有丹嘉皇后、貞明皇后、矯國皇后、瞿國皇后、歌翁皇后，但沒記載她們的確實姓名。史書有記載丁部領五名皇后的身份，但不知確實對應封號：
1. 黃氏（前夫姓吳，又稱吳夫人，吳日慶之母，可能為丹嘉皇后）[10][19]
2. 貞淑皇后丁氏（丁部領的堂妹，初封第二宮妃，可能與貞明皇后為同一人）
3. 楊雲娥（又名楊玉雲，楊三哥之女，生丁璿，後改嫁黎桓）[10]
4. 阮氏蓮（可能為瞿國皇后）
5. 楊月娘，生丁玉娘

### 子女

#### 子
- 長子：南越王丁璉
- 次子：衛王丁璿
- 幼子：皇太子丁項郎

#### 女
丁部領女兒中可考的有五人：
- 佛金公主
- 芙蓉公主
- 明珠公主（嫁陳覽之弟陳升）[11]
- 蓮花公主
- 丁玉娘（楊月娘所生）

其中一女封公主，嫁吳日慶，可能為明珠公主以外其中一人

## 影視形象
| 演員   | 影視作品                           |
| 阮忠孝 | 《李公蘊：到昇龍城之路》（电视剧） |

## 外部連結
- （越南文）（中文）《大越史記全書·本紀全書·丁紀》
- （中文）《越史略》卷上（「丁紀」包含丁部領的記載）
- （中文）（越南文）（英文）《欽定越史通鑑綱目·卷之一·丁紀》（页面存档备份，存于）

| 先皇帝丁部領                     |                          |               |
| 無 原因：丁朝建立                | 丁朝君主 968年—979年     | 繼任： 丁废帝 |
| 空缺上一位持有相同頭銜者：吳昌熾 | 安南的統治者 968年—979年 | 繼任： 丁废帝 |